# Fadhéla Dziria
Fadhéla Dziria  (oficialmente Fadhéla Madani Bent el-Mahdi  (em árabe, فضيلة مدني بنت المهدي); (25 de junho de 1917 - 6 de outubro de 1970) foi uma cantora, letrista, dramaturga e activista argelina no estilo Hawzi da música andaluza clássica. O seu primeiro nome também se pode transliterar para Fadila, Fadhila, ou Fadela, e o seu sobrenome era Dziriya. Dziria, em argelino, significa: "Fadhéla a argelina".

## Carreira
Fadhéla Dziria era originaria de Argel, filha de Mehdi Ben Abderrahmane e de Fettouma Khelfaoui. Primeiro foi escutada cantando em rádio, em Argélia. Na década de 1930, já era uma jovem cantora de cabaret em Paris. MAis tarde, regressou à Argélia e cantou no Café dês Sports. Na década de 1940, começou a fazer gravações, em sua maioria spbre canções populares tradicionais. Também viajou para cantar em outras cidades, e apareceu em vários filmes. Mais tarde na sua carreira, também foi vista em televisão.
Ela arrecadou fundos para causas políticas com sua irmã mais militante, Goucem Madani (1918-1983), e cumpriu condenação em prisão por seu activismo. Ademais as irmãs tinham uma banda com Sultana Daoud.
Fadhéla Dziria teve uma importante influência artística sobre Saloua Lemitti, outra cantora tradicionalista argelina.
Também proporcionou oportunidades para a cantora e compositora Biyouna, que tocava a pandeireta na orquestra feminina de Dziria, quando ainda era uma jovem mulher.

## Vida pessoal
Fadhéla Madani casou-se por um curto tempo, quando tinha a idade de treze anos. Faleceu em 1970, aos 53 anos. Sua tumba encontra-se no Cemitério El Kettar.

## Legado
- 2010: reunião de músicos em argelinos para comemorar o quadragésimo aniversário de sua morte, e para abrir uma exposição de fotografia baseada em sua música.[7]

### Eponimia
- 2009: um anfiteatro no "Instituto Nacional de Música de Algiers" recebeu seu nome por Dziria. Um festival anual de música nacional leva-se a cabo naquele local.[8]

- 1999: o tema "Dziria" pela banda de hip-hop argelinos MBS foi um tributo da gravação de Fadila Dziria em 1951 de "Ana Touiri".[9]